# Marcel Guerret
Marcel Guerret est un homme politique français né le 30 août 1887 à Savoyeux (Haute-Saône) et décédé le 22 janvier 1958 à Montauban (Tarn-et-Garonne).

## Biographie
Instituteur puis professeur de mathématiques au lycée de Montauban, il est premier adjoint au maire de cette ville quand il est élu député socialiste de Tarn-et-Garonne en 1936. Le 10 juillet 1940, il vote les pleins pouvoirs au maréchal Pétain, mais sa participation très active à la Résistance lui permet d'être relevé de son inéligibilité. Il est néanmoins exclu de la SFIO, et abandonne ses activités politiques pour reprendre l'enseignement et diverses activités culturelles.